# Miting
Mitingi (prevzeto iz angleščine) so bili množična zborovanja, navadno politično-agitacijske propagandne prireditve, s kulturno-zabavnim programom ob koncu. Poslednji veliki miting na Slovenskem bi naj bil srbski »miting resnice«, napovedan za konec leta 1989 (Ljubljana), a ga je Mestni sekretariat za notranje zadeve Ljubljana prepovedal. 

## Miting v literaturi
- Branko Ćopić : Dogodivščine Nikoletine Bursaća
- Karel Grabeljšek : Moje akcije